# Comuna Smerekiv, Jovkva
Smerekiv (în ucraineană Смереків) este o comună în raionul Jovkva, regiunea Liov, Ucraina, formată din satele Peremîvkî și Smerekiv (reședința).

## Demografie
Componența lingvistică a comunei Smerekiv
     Ucraineană (100%)
Conform recensământului din 2001, toată populația comunei Smerekiv era vorbitoare de ucraineană (100%).